# 朝日大学歯科衛生士専門学校
朝日大学歯科衛生士専門学校（あさひだいがくしかえいせいしせんもんがっこう、英称:Asahi University School for Dental Hygienists）とは、岐阜県瑞穂市にある私立の専修学校である。

## 概要
朝日大学に併設されている全日制3年課程の歯科衛生士養成所でである。授業は専任教員の他、朝日大学歯学部の教育スタッフも行う。
施設の一部は朝日大学と共用している。また、生徒は朝日大学内のサークルやクラブ活動にも所属することが可能である。
研修は朝日大学病院歯科・歯科口腔外科、朝日大学医科歯科医療センター、朝日大学PDI岐阜歯科診療所で行う。

## 沿革
- 1973年（昭和48年）4月 - 岐阜歯科大学附属歯科衛生士学校として開校。
- 1977年（昭和52年）4月 - 岐阜歯科大学附属歯科衛生士専門学校に改称する。
- 1985年（昭和60年）4月 - 岐阜歯科大学が朝日大学に改称したのに伴い、朝日大学歯科衛生士専門学校に改称する。
- 2017年（平成29年） - 北京大学口腔医学院看護部との学術交流協定を締結する。

## 交通アクセス
- JR東海道本線 穂積駅より徒歩で約20分。
- 穂積駅南口より朝日大学学生シャトルバス（朝日大学歯科衛生士専門学校も利用可）。
- 名阪近鉄バス安八穂積線、「朝日大学北」バス停より徒歩で約2分。